# Saison 3 du Scooby-Doo Show
Chronologie
Saison 2
Cet article présente le guide de la saison 3 de la série télévisée d'animation américaine Scoubidou Show. 
Cette saison était diffusée au sein de l'émission Scooby's All-Stars, un programme de 90 minutes composé d'épisodes des séries Scooby-Doo, Laff-a-Lympics et Captain Caveman and the Teen Angels.
Elle est parfois considérée comme la troisième saison de Scooby-Doo, Where Are You!.

## Épisode 1:Scooby-Doo et le Willawaw(Watch Out! The Willawaw!)
- Titre original : Watch Out! The Willawaw!
- Numéro(s) : 25 (3.1)
- Scénariste(s) :
- Réalisateur(s) :
- Diffusion(s) : 
  -  États-Unis : 9 septembre 1978
- Invité(es) :
- Résumé :

## Épisode 2:Bazar au triangle des Bermudes(A Creepy Tangle in the Bermuda Triangle)
- Titre original : A Creepy Tangle in the Bermuda Triangle
- Numéro(s) : 26 (3.2)
- Scénariste(s) :
- Réalisateur(s) :
- Diffusion(s) : 
  -  États-Unis : 16 septembre 1978
- Invité(es) :
- Résumé :

## Épisode 3:Le Dinosaure des neiges(A Scary Night With a Snow Beast Fright)
- Titre original : A Scary Night With a Snow Beast Fright
- Numéro(s) : 27 (3.3)
- Scénariste(s) :
- Réalisateur(s) :
- Diffusion(s) : 
  -  États-Unis : 23 septembre 1978
- Invité(es) :
- Résumé :

## Épisode 4:La Sorcière de Salem(To Switch a Witch)
- Titre original : To Switch a Witch
- Numéro(s) : 28 (3.4)
- Scénariste(s) :
- Réalisateur(s) :
- Diffusion(s) : 
  -  États-Unis : 30 septembre 1978
- Invité(es) :
- Résumé :

## Épisode 5:Le Monstre de goudron(The Tar Monster)
- Titre original : The Tar Monster
- Numéro(s) : 29 (3.5)
- Scénariste(s) :
- Réalisateur(s) :
- Diffusion(s) : 
  -  États-Unis : 7 octobre 1978
- Invité(es) :
- Résumé :

## Épisode 6:Le Monstre du Loch Ness(A Highland Fling With a Monstrous Thing)
- Titre original : A Highland Fling With a Monstrous Thing
- Numéro(s) : 30 (3.6)
- Scénariste(s) :
- Réalisateur(s) :
- Diffusion(s) : 
  -  États-Unis : 14 octobre 1978
- Invité(es) :
- Résumé :

## Épisode 7:Le Masque de fer(The Creepy Case Of Old Iron Face)
- Titre original : The Creepy Case Of Old Iron Face
- Numéro(s) : 31 (3.7)
- Scénariste(s) :
- Réalisateur(s) :
- Diffusion(s) : 
  -  États-Unis : 21 octobre 1978
- Invité(es) :
- Résumé :

## Épisode 8:Voyage avec le Jaguaro(Jeepers, It's the Jaguaro)
- Titre original : Jeepers, It's the Jaguaro
- Numéro(s) : 32 (3.8)
- Scénariste(s) :
- Réalisateur(s) :
- Diffusion(s) : 
  -  États-Unis : 28 octobre 1978
- Invité(es) :
- Résumé :

## Épisode 9:La Féline(Who Was That Cat Creature I Saw You With Last Night?)
- Titre original : Who Was That Cat Creature I Saw You With Last Night?
- Autre(s) titre(s) original(aux) : Make A Beeline Away From That Feline
- Numéro(s) : 33 (3.9)
- Scénariste(s) :
- Réalisateur(s) :
- Diffusion(s) : 
  -  États-Unis : 4 novembre 1978
- Invité(es) :
- Résumé :

## Épisode 10:La Mante religieuse(The Creepy Creature of Vulture's Claws)
- Titre original : The Creepy Creature of Vulture's Claws
- Numéro(s) : 34 (3.10)
- Scénariste(s) :
- Réalisateur(s) :
- Diffusion(s) : 
  -  États-Unis : 11 novembre 1978
- Invité(es) :
- Résumé :

## Épisode 11:Le Disque diabolique du démon(The Diabolical Disc Demon)
- Titre original : The Diabolical Disc Demon
- Numéro(s) : 35 (3.11)
- Scénariste(s) :
- Réalisateur(s) :
- Diffusion(s) : 
  -  États-Unis : 18 novembre 1978
- Invité(es) :
- Résumé :

## Épisode 12:Scooby-Doo chez les Chinois(Scooby's Chinese Fortune Kooky Caper)
- Titre original : Scooby's Chinese Fortune Kooky Caper
- Numéro(s) : 36 (3.12)
- Scénariste(s) :
- Réalisateur(s) :
- Diffusion(s) : 
  -  États-Unis : 25 novembre 1978
- Invité(es) :
- Résumé :

## Épisode 13:Le Fantôme de Venise(A Menace in Venice)
- Titre original : A Menace in Venice
- Numéro(s) : 37 (3.13)
- Scénariste(s) :
- Réalisateur(s) :
- Diffusion(s) : 
  -  États-Unis : 2 décembre 1978
- Invité(es) :
- Résumé :

## Épisode 14:La Forteresse de l'épouvante(Don't Go Near the Fortress of Fear)
- Titre original : Don't Go Near the Fortress of Fear
- Numéro(s) : 38 (3.14)
- Scénariste(s) :
- Réalisateur(s) :
- Diffusion(s) : 
  -  États-Unis : 9 décembre 1978
- Invité(es) :
- Résumé :

## Épisode 15:Le Magicien de Wimbledon(The Warlock of Wimbledon)
- Titre original : The Warlock of Wimbledon
- Numéro(s) : 39 (3.15)
- Scénariste(s) :
- Réalisateur(s) :
- Diffusion(s) : 
  -  États-Unis : 16 décembre 1978
- Invité(es) :
- Résumé :

## Épisode 16:La Créature du lac Bottom(The Beast is Awake in Bottomless Lake)
- Titre original : The Beast is Awake in Bottomless Lake
- Numéro(s) : 40 (3.16)
- Scénariste(s) :
- Réalisateur(s) :
- Diffusion(s) : 
  -  États-Unis : 23 décembre 1978
- Invité(es) :
- Résumé :